# Oxymitra hirsuta
Oxymitra hirsuta (Benth.) Sprague & Hutch. – gatunek rośliny z rodziny flaszowcowatych (Annonaceae Juss.). Występuje naturalnie w południowej części Nigerii oraz w Kamerunie. 

## Morfologia
PokrójZimozielone liany.
LiścieMają eliptyczny kształt. Mierzą 8–12 cm długości oraz 3,5–8 cm szerokości. Nasada liścia jest sercowata. Blaszka liściowa jest o zaokrąglonym lub krótko spiczastym wierzchołku.
KwiatySą pojedyncze, rozwijają się w kątach pędów. Płatki mają owalny kształt i zielonkawą barwę, osiągają do 10–70 mm długości.
OwocePojedyncze mają podłużny kształt, zebrane w owoc zbiorowy. Są osadzone na szypułkach. Osiągają 30–50 mm długości.